# Psaliodes tenuinota
Psaliodes tenuinota là một loài bướm đêm trong họ Geometridae.